# Iles
Iles es un municipio colombiano ubicado en el departamento de Nariño. Se sitúa a 65 kilómetros de San Juan de Pasto, capital del departamento.
Iles cuenta con aproximadamente 8200 hectáreas (82 km²).

## Historia
Se fundó durante el año 1711, durante una expedición emprendida desde Quito hacia la ciudad de Popayán.
El nombre de Iles surge en honor al Cacique Juan García Tulcanaza Ilisman quien era jefe de las tribus Quillacingas dominantes en las zonas pertenecientes a Iles y sus municipios cercanos.

## Geografía

### Límites
Iles limita con municipios como: Ospina, Funes, Puerres y Contadero.

## División Político-Administrativa
Su Cabecera municipal se encuentra dividido en los barrios: Avenida Los Estudiantes, Avenida Colombia, Avenida Ipiales, Bella Vista, Calle real, El Edén, El Rosario, La Palestina, Mirador de los Andes, La Calle Sucia.
Iles tiene bajo su jurisdicción los siguientes Centros poblados:
- El Capuli
- El Porvenir

- San Francisco

#### Veredas
La Esperanza, Loma Alta, Loma Redonda, Rosario Occidente, San Francisco, San Javier, San Antonio, Tablón Alto, Tablón Bajo, Tamburán, Urbano, Villa Nueva, Alto del Rey, Quitasol, Iscuazán, El Yarqui, El Pilche, El Capulí, El Carmen, El Común, El Mirador, El Rosario, Bolívar, Loma de Argotys.

## Economía
Su economía, así como en la región, se basa en el cultivo y exportación de papa y otros productos abundantes en el piso térmico de Iles.
En el sector de El Porvenir y El Capulí se destaca el turismo, pues estas veredas abordan la Panamericana la cual conduce a la ciudad de Ipiales y a otros municipios ubicados al sur del departamento.

## Sitios de interés
En este municipio se puede encontrar varias instalaciones entre ellas la Iglesia de la Virgen del Rosario de Iles, el parque principal (que se encuentra enfrente de la iglesia) y el coliseo municipal.

## Personas destacadas
Manuel Antonio Coral Pantoja Magistrado del Honorable Tribunal Superior del Distrito Judicial de Pasto; Rector de la Universidad  de Nariño   Fundador Profesor y Decano de la Facultad de derecho de misma Universidad; Nació en la vereda de San Francisco, Municipio de Iles.
Carlos Eduardo Enríquez Maya. Senador de la República de Colombia y Representante a la Cámara.